# 初恋姉妹
『初恋姉妹』（はつこいしまい）は、駒尾真子が脚本、ひびき玲音がキャラクター原案を担当した東雲水生による漫画作品。季刊漫画雑誌『百合姉妹』（マガジン・マガジン）、『コミック百合姫』（一迅社）に連載された、女子高生たちの愛を描いた百合漫画。『百合姉妹』連載開始当初のタイトルは「恋姉妹」だったが、『コミック百合姫』での連載継続に伴ってタイトルが「初恋姉妹」となった。

## 概要
有名校「津ノ守坂女学院」（つのかみざかじょがくいん）に入学した主人公の松里千夏と同学院の高等部2年生の木咲榛菜との恋愛模様を描いた百合漫画。
当初の掲載誌『百合姉妹』が2005年2月に休刊した後、一迅社の季刊漫画雑誌『コミック百合姫』の2005年7月17日発売号Vol.1より連載を再開し、2007年12月18日発売『コミック百合姫』Vol.11をもって完結した。
2006年3月に単行本第1巻が発売され、2008年4月に最終第3巻が発売された。

## メディアミックスの展開

### 小説
『初恋姉妹』は元々、『百合姉妹』Vol.1から連載された小説「恋姉妹」がその始まりだった。小説は池本秋成、絵はひびき玲音が担当。なお、イラストには松里千夏と木咲榛菜以外には登場していなかった。

### ドラマCD
『百合姉妹』Vol.2に小説「恋姉妹」の連載分と共に、「恋姉妹」のドラマCD化計画が発表された。第1巻と第2巻の構成で、その内容や話の展開は第1巻と第2巻が後に発売された単行本である『初恋姉妹 1』と『初恋姉妹 2』の基盤となる。脚本は駒尾真子、絵はひびき玲音が担当。当時予定されていた発売日は第1巻が2004年1月23日、第2巻が同年2月25日だった。発売・販売はフロンティアワークス。また、この発行分から小説「恋姉妹」の執筆者が池本秋成から駒尾真子に変更された。

### コミック版
『百合姉妹』Vol.3には「恋姉妹」のコミック版連載開始が発表され、『百合姉妹』Vol.4から始まった。駒尾真子の脚本とひびき玲音のキャラクター原案を元に、東雲水生が作画を担当。だが、上記のように『百合姉妹』はVol.5を最後に休刊してしまったため、コミック版の連載分は第2回に留まった。約6か月後、一迅社の季刊漫画雑誌『コミック百合姫』Vol.1より連載が再開され、タイトルも変更された。
元の連載誌が休刊されたうえ、展開がやや複雑なので把握しにくいのも事実だが、次のように展開された。
- 小説版「恋姉妹」
- ドラマCD『恋姉妹』第1巻・第2巻
- コミック版「恋姉妹」→「初恋姉妹」

## あらすじ
高校受験のため、両親のすすめで有名校「津ノ守坂女学院」の見学に行った松里千夏は、そこで出会った同学院の高等部1年生の木咲榛菜に津ノ守坂女学院を案内され、彼女に強く惹かれる。受験勉強に励んだ後、次の年に同学院に入学した千夏は校内で榛菜を見て挨拶するが、榛菜はなぜか千夏に冷たい態度をとる。

## 登場キャラクター
声はドラマCDのもの。

### 津ノ守坂女学院 高等部1年生
松里千夏（まつざと ちか）
声：中原麻衣
主人公。
木咲明穂（きざき あきほ）
声：野中藍
榛菜の妹で千夏のクラスメート。
勅使川原知織（てしがわら しおり）
声：なし
漫画版のみに登場。千夏のクラスの委員長。

### 津ノ守坂女学院 高等部2年生
木咲榛菜（きざき はるな）
声：千葉紗子
白河美夕（しらかわ みゆう）
声：大原さやか
部活は演劇部。
遠野桐香（とうの きりか）
声：佐藤利奈
美夕のクラスメート。部活は弓道部。

### その他の人物
柊 透子（ひいらぎ とうこ）
声：朴璐美
榛菜の先輩（名前は不明）
声：なし
ドラマCDには未登場。榛菜が憧れていた先輩。

## 関連商品
順序は#メディアミックスの展開を従った。

### 小説
『百合姉妹』の創刊初期から休刊直前まで連載された小説で、単行本化や文庫本化はされていない。
- 「恋姉妹」第1回 - 第3回
  - 『百合姉妹』のVol.1からVol.3まで連載された小説。絵はひびき玲音が担当。第1回の小説の執筆者は池本秋成だったが、第2回から駒尾真子に変更された。Vol.1は松里千夏と木咲榛菜、Vol.2は木咲秋穂と柊 透子、Vol.3は白河美夕と遠野桐香の関係を描いたストーリー。
- ノベル版「恋姉妹」第1話 - 第2話
  - 『百合姉妹』のVol.4からVol.5まで連載された小説。小説は駒尾真子、挿絵はひびき玲音、原案は津ノ守坂ソロリティが担当。白河美夕と遠野桐香の関係を描いた外伝的な話だった。

### ドラマCD
- 恋姉妹 第1巻 (FCCN-0001)
  - 初版は2004年1月23日、再版は2006年2月24日に発売された。後に発刊された単行本の第1巻に当たる内容で、松里千夏が津ノ守坂女学院に入学し、木咲榛菜が松里千夏に心を開く過程を描いている。
- 恋姉妹 第2巻 (FCCN-0002)
  - 初版は2004年2月25日、再版は2006年2月25日に発売された。単行本の第2巻に当たる内容で、津ノ守坂女学院に赴任した柊　透子と木咲秋穂の関係を描いている。
  - 恋姉妹 第1巻、第2巻共に作画はひびき玲音、脚本は駒尾真子、原作は津ノ守坂ソロリティが担当。発売・販売はフロンティアワークス、販売協力はジェネオンエンタテインメント。
- 初恋姉妹 ドラマCD 第一巻〜天使のプレゼント〜 (BWC-3001) 2006年2月25日発売

## 書誌情報
- 東雲水生 『初恋姉妹』 一迅社〈百合姫コミックス〉、全3巻
  1. 2006年4月1日初版発行（2006年3月18日発売）、ISBN 978-4-7580-7002-7
  2. 2007年5月1日初版発行（2007年4月18日発売）、ISBN 978-4-7580-7013-3
  3. 2008年5月1日初版発行（2008年4月18日発売）、ISBN 978-4-7580-7026-3